# Самурский 83-й пехотный полк
83-й пехотный Самурский Его Императорского Высочества великого князя Владимира Александровича полк — пехотная воинская часть Русской императорской армии.

## История службы

### Русская императорская армия
16 декабря 1845 года из 2-го и 3-го батальонов Подольского полка, 2-го и 3-го батальонов Житомирского полка и Грузинского линейного № 10 батальона, с добавлением людьми от упразднённых в то же время 2-го и 3-го батальонов Прагского пехотного полка, сформирован в составе 5-ти батальонов Самурский пехотный полк. Батальоны его составлены: 1-й из 2-го и 2-й из 3-го батальонов Подольского полка, 3-й из 2-го и 4-й из 3-го батальонов Житомирского полка и 5-й из Грузинского линейного № 10 батальона.
Одновременно с этим 4-й батальон Подольского пехотного полка обращён в 6-й резервный батальон Самурского полка, с оставлением его в составе Резервной дивизии Отдельного Кавказского корпуса.
9 февраля 1856 года из лучших стрелков сформированы для каждого батальона стрелковые роты.
6 сентября 1862 года. 2-й батальон упразднён, 5-й переименован во 2-й, а 6-й резервный в 5-й резервный.
16 ноября 1863 года 5-й резервный батальон поступил на составление Пятигорского пехотного полка.
25 марта 1864 года полку присвоен № 83 и он назван 83-м пехотным Самурским.
8 сентября 1871 года назван 83-м пехотным Самурским Его Императорского Высочества Великого Князя Владимира Александровича.
1 августа 1874 года 4-й батальон поступил на составление 164-го пехотного Закатальского полка, а из стрелковых рот вновь сформирован 4-й батальон.
В 1905 году во время вспыхнувшей тогда Революции в России батальоны полка были направлены на охрану железной дороги Ростов―Баку, а в урочище Дешлагаре, месте постоянной дислокации полка, оставались, кроме штаба, ― нестроевая рота и учебная и музыкальная команды, нижние чины которых в ночь на 17 июля 1906 года организовали в полку восстание. С рассветом того дня солдаты, вооружившись, прошли по урочищу с пением хором под гимн «Марсельеза» и устроили митинг, на котором, в частности, поклялись установить «желательный для всех порядок управления Россией». Восставшие захватили укрепление Дешлагара, почту, телеграф, оружейный склад, гауптвахту и казармы. В ходе потасовки ими был убит, вышедший им навстречу из своего дома, командир полка полковник В.-Г. Ф. Лемкуль. Вместе с ним убиты были три офицера и полковой священник. Двое офицеров были ранены, остальным удалось скрыться. Избранным повстанцами начальником гарнизона унтер-офицером Федотом Самойленко были разосланы во Владикавказ, в Баку и Кусары телеграммы с известием, что «Дешлагарский гарнизон взял власть в свои руки», после чего восставшие стали придерживаться выжидательной тактики.
Уже на следующий день, 18 июля, среди восставших возникли разногласия. Позже часть из них поодиночке или группами ушли в горы, а большая часть приняла решение сдаться властям. Между тем, из Темир-Хан-Шуры и Петровска на «усмирение бунта» были высланы казачьи части, которые подошли к Дешлагару с двух сторон. В то же время, восставшие, попросив оставшихся офицеров вернуться в крепость, с повинной строем направились в сторону Петровска навстречу карательным войскам.
По приговору Военно-окружного суда главнокомандующего Кавказского военного округа из 232 участников восстания ― семеро его организаторов были приговорены к расстрелу, двоим из которых ещё до того удалось скрыться; 149 человек сосланы на каторгу и подвергнуты другим различным наказаниям.
В годы Первой мировой войны входил в состав 21-й пехотной дивизии 3-го Кавказского армейского корпуса.

### Вооружённые силы на Юге России
Во время Гражданской войны полк (как и ряд других полков старой армии) был воссоздан белыми. В июне 1918 года полк Дроздовского в боях пленил множество красноармейцев. Из пожелавших перейти на сторону Добровольческой армии был сформирован 1-й солдатский батальон полка, который, отличившись в бою за станицу Тихорецкую, через несколько дней получил имя 1-го пехотного солдатского полка. Позже полку было передано знамя 83-го пехотного Самурского полка, и он стал именоваться Самурским.
Память.  Ставропольский государственный музей-заповедник имени Г. Н. Прозрителева и Г. К. Праве имеет в своих фондах коллекцию документов, связанным с историей этого полка в Первую Мировую войну до его расформирования. Некоторые экспонаты были представлены на выстаке к 80-летию революции и началу гражданской войны в России.

## Знаки отличия
При сформировании полка батальонам его сохранены:
5-му — георгиевское знамя с надписью «за отличие 20-го января 1814 года при с. Ла-Ромиерн», пожалованное Грузинскому линейному № 10 батальону (сформировать из 3-го батальона 39-го Егерского полка в 1834 году) 23 марта 1846 года взамен знаков «за отличие», пожалованных 39-му Егерскому полку в 1815 году. Поход за военное отличие, пожалованный 3 октября 1837 года Грузинскому линейному № 10 батальону за примерное мужество при обороне гор. Кубы от многочисленных мятежников в продолжении 30-дневной осады города, в сентябре 1837 года. Затем эти отличия были присвоены 2-му батальону, принявшему с 1865 года этот номер.
3-му батальону — серебряная труба с надписью «за отличие при поражении и изгнании неприятеля из пределов России в 1812 году», пожалованная 13 апреля 1813 года 50-му Егерскому полку (из которого образован 3-й батальон Житомирского полка).
Пожалованы:
1-му батальону — георгиевское знамя с надписью «за взятие Салты 9-го и 14-го сентября 1847 г. и за подавление восстания в Дагестане в 1877 году»; первая надпись пожалована 14 октября 1847 года, а вторая 6 января 1879 года.
2-му батальону — к имевшейся надписи добавлено: «за подавлены восстания в Дагестане в 1877 году».
3-му батальону — георгиевское знамя с надписью «за взятие Салты 9-го и 14-го сентября 1847 года», пожалованное 14 октября 1847 года.
4-му батальону — георгиевское знамя с надписью «за отличие при подавлении восстания в Дагестане в 1877 году».
Стрелковым ротам — георгиевский рожок с надписью «за отличие при покорении Западного Кавказа в 1864 году», пожалованный 20 июля 1865 года.
4-му батальону — георгиевские трубы с надписью «за отличие при подавлении восстания в Дагестане в 1877 году», пожалованные 6 января 1879 года.
1-му батальону — георгиевские трубы с надписью «за взятие штурмом крепости Геок-Тепе 12-ю января 1881 года», пожалованные 9 июня 1882 года.
Всем батальонам — знаки на шапках с надписью «за отличие на Кавказе 1857—1859 годов», пожалованные 4 августа 1860 года; в 8-й роте к этой надписи добавлено 17 апреля 1875 года — «и в Хивинском походе 1873 года»; в 3-м батальоне к первой надписи добавлено 9 июня 1882 года — «и за взятие штурмом крепости Геок-Тепе 12-го января 1881 года».

## Шефы полка
- 08.09.1871—11.02.1909 — Великий князь Владимир Александрович

## Командиры полка
- 10.01.1846—08.02.1846 — полковник Грамотин, Алексей Петрович
  - 10.02.1846—15.03.1846 (в.и.д.) — полковник Чиляев, Борис Гаврилович
  - 15.03.1846—01.08.1846 (в.и.д.) — полковник Хвостиков, Василий Иванович
- 08.02.1846—09.06.1848 — полковник (с 12.10.1847, за военное отличие, генерал-майор[6]) Штемпель, Карл Романович
- 27.07.1848—08.01.1856 — полковник (с 15.07.1855 генерал-майор[7]) Кесслер, Эдуард Фёдорович
- 08.01.1856—20.10.1859 — полковник Лисовский, Павел Михайлович
- 20.10.1859—06.08.1865 — полковник Девель, Фёдор Данилович
- 06.08.1865—18.02.1867 — полковник Стражец, Станислав Иванович
- 18.02.1867—31.01.1868 — полковник Цытович, Эраст Степанович
- 31.01.1868—20.03.1871 — полковник Виберг, Александр Карлович
- 20.03.1871—28.07.1878 — полковник Данилевский, Виктор Михайлович
- 28.07.1878—21.07.1893 — полковник Стариков, Константин Фёдорович
- 02.08.1893—16.05.1897 — полковник Щагин, Василий Васильевич
- 26.05.1897—26.07.1899 — полковник Тихменев, Валериан Павлович
- 02.09.1899—22.02.1904 — полковник Церпицкий, Викентий Викентьевич
- 30.08.1904—17.07.1906 — полковник Лемкуль, Владимир-Генрих Фердинандович
- 14.08.1906—19.11.1908 — полковник Хондзынский, Иосиф-Казимир Александрович
- 04.12.1908—23.05.1909 — полковник Анастасиенко, Захарий Самонович
- 07.07.1909—05.02.1912 — полковник Джаяни, Илья Фомич
- 29.02.1912—09.07.1915 — полковник Стефанович, Казимир Альбинович
- 27.07.1915—03.05.1916 — полковник Карпович, Николай Михайлович
- 03.05.1916—06.05.1917 — полковник Руднев, Сергей Иванович
- 06.05.1917-19.08.1917 — полковник Лебедев, Фёдор Александрович
- 19.08.1917 — полковник Силин

### В Добровольческой армии
- xx.06.1918-xx.xx.1918 — полковник Витковский, Владимир Константинович
- xx.xx.1918-19.07.1918 — полковник Кельнер, Константин Александрович
- 19.07.1918-xx.08.1918 — полковник Дорошевич, Николай Николаевич
- xx.08.1918-14.08.1918 — подполковник Шаберт, Карл Генрихович
- 14.08.1918-xx.09.1918 — полковник Сипягин, Иван Иванович
- xx.09.1918-29.10.1918 — полковник Шаберт, Карл Генрихович
- 29.10.1918-xx.12.1918 — полковник Звягин, Михаил Андреевич
- xx.12.1918-18.05.1919 — полковник Ильин
- 18.05.1919-xx.11.1919 — полковник Звягин, Михаил Андреевич
- xx.12.1919-16.04.1920 — полковник Зеленин, Евгений Ильич
- 21.06.1920-xx.11.1920 — полковник Житкевич, Дмитрий Венедиктович

## Известные люди, служившие в полку
- Гайдаров, Наум Касьянович — генерал-майор, участник Кавказской войны и Среднеазиатских походов; согласно ВЭС: «слава и гордость 83-го пех. Самурского п.»[8]
- Иванова, Римма Михайловна — сестра милосердия, единственная в России женщина, награждённая орденом Святого Георгия 4-й степени (посмертно)[9].
- Кесслер, Эдуард Фёдорович — генерал-лейтенант, выдающийся боевой военный инженер, участник покорения Кавказа.